# Denys Sylvain
Denys Sylvain, né le 19 février 1945 à Sainte-Marie, est un avocat et homme politique québécois.
Il est député à l'Assemblée nationale du Québec de la circonscription de Beauce-Nord de 1973 à 1976 sous la bannière du Parti libéral du Québec.

## Biographie
Né le 19 février 1945 à Sainte-Marie au Québec, Denys Sylvain est le fils de Philippe Sylvain, garagiste, et de Jeannette Gagnon. Après avoir étudié au Collège de Sainte-Marie et au Collège de Lévis, il obtient une licence en droit de l'Université Laval en 1970. Il est admis au Barreau du Québec en 1971.

### Carrière politique
Candidat du Parti libéral du Québec lors des élections générales québécoises de 1973, Denys Sylvain est élu député à l'Assemblée nationale du Québec le 29 octobre 1973 dans la circonscription de Beauce-Nord. Il est défait en 1976.

## Distinctions et prix
En 2004, il reçoit le Prix des Présidents pour sa contribution au développement socioéconomique de sa communauté. Ce prix lui est décerné lors du gala des Perséides de la Chambre de commerce de Nouvelle-Beauce. En 2010, il reçoit la médaille de l'Assemblée nationale de la part du député de Beauce-Nord Janvier Grondin.

## Résultats électoraux
|                                                                                               | Nom                     | Parti                    | Nombre de voix | %      | Maj. |
| --------------------------------------------------------------------------------------------- | ----------------------- | ------------------------ | -------------- | ------ | ---- |
|                                                                                               | Adrien Ouellette        | Parti québécois          | 10 974         | 37,1 % | 412  |
|                                                                                               | Denys Sylvain (sortant) | Libéral                  | 10 562         | 35,7 % | -    |
|                                                                                               | Gérard Gourde           | Union nationale          | 6 412          | 21,7 % | -    |
|                                                                                               | Magella Brouard         | Créditiste               | 830            | 2,8 %  | -    |
|                                                                                               | Robert Trudel           | Parti national populaire | 786            | 2,7 %  | -    |
| Total                                                                                         | Total                   | Total                    | 29 564         | 100 %  |      |
| Le taux de participation lors de l'élection était de 85,3 % et 531 bulletins ont été rejetés. |                         |                          |                |        |      |

|                                                                                               | Nom              | Parti           | Nombre de voix | %      | Maj.  |
| --------------------------------------------------------------------------------------------- | ---------------- | --------------- | -------------- | ------ | ----- |
|                                                                                               | Denys Sylvain    | Libéral         | 13 814         | 56,1 % | 9 469 |
|                                                                                               | Adrien Ouellette | Parti québécois | 4 345          | 17,7 % | -     |
|                                                                                               | Florian Guay     | Créditiste      | 4 293          | 17,4 % | -     |
|                                                                                               | Claude Poulin    | Union nationale | 2 153          | 8,8 %  | -     |
| Total                                                                                         | Total            | Total           | 24 605         | 100 %  |       |
| Le taux de participation lors de l'élection était de 81,9 % et 334 bulletins ont été rejetés. |                  |                 |                |        |       |